# Плоское (Алексинский район)
Плоское — деревня в Тульской области России. С точки зрения административно-территориального устройства входит в Поповский сельский округ, Алексинский район. В плане местного самоуправления входит в состав муниципального образования город Алексин.

## География
Находится в северо-западной части Тульской области, в пределах северо-восточного склона Среднерусской возвышенности, в подзоне широколиственных лесов, северо-западнее с. Поповка (соединяется с ним дорогой 70К-014) и северо-восточнее деревни Никольские Выселки.

### Климат
Климат характеризуется как умеренно континентальный, с ярко выраженными сезонами года. Средняя температура воздуха летнего периода — +16…+20 °C (абсолютный максимум — +38 °С); зимнего периода — −5…−12 °C (абсолютный минимум — −46 °С). Снежный покров держится в среднем 130—145 дней в году. Среднегодовое количество осадков — 650—730 мм.

## История
По ревизии 1782 года принадлежала секунд-майору Ивану Севастьяновичу Епишкову. Крестьяне часто женились на жителях других его имений — прежде всего, селений Епишково и Лыткино. По ревизии 1795 года новый владелец — Илья Петрович Леонтьев.
По состоянию на 1913 год входила в состав Извольской волости Алексинского уезда. Была приписана к церковному приходу в селе Изволь.

## Население
| 2010 |
| ---- |
| 22   |

## Транспорт
Деревня доступна автотранспортом. Соединяется проселочной дорогой с деревней Никольские Выселки.